# 临海鲁迅展览馆
28°50′54″N 121°06′44″E / 28.84827°N 121.11209°E
临海鲁迅展览馆是中华人民共和国浙江省临海市的一家展览馆，位于紫阳街395号。

## 沿革
展览馆由临海中学美术老师王安通创办，于2006年元旦免费开放。该馆是中华人民共和国全国首家民办鲁迅展馆，也是台州市首家鲁迅展馆。展房面积160平方米，截至2018年收藏有相关书籍1000多册、名人书画书札五十余件、以及鲁迅笔名印140方，其中以1938年的初版《鲁迅全集》最为珍贵。